# Илбоно
Илбо̀но (на италиански: Ilbono; на сардински: Irbono, Ирбоно) е село и община в Южна Италия, провинция Нуоро, автономен регион и остров Сардиния. Разположено е на 400 m надморска височина. Населението на общината е 2246 души (към 2010 г.).
До 2005 г. общината е част от провинция Нуоро.